# Coral Bay (West-Australië)
Coral Bay is een plaats aan de Ningaloo-kust in de regio Gascoyne in West-Australië. Het ligt 1.132 kilometer ten noorden van Perth, 138 kilometer ten zuiden van Exmouth en 399 kilometer ten westen van Paraburdoo. In 2021 telde Coral Bay 245 inwoners tegenover 190 in 2006. Coral Bay leeft van het toerisme en staat vooral bekend als een geschikte locatie om over het Ningaloo-rif te snorkelen.

## Geschiedenis
Voor de Europeanen de West-Australische kust ontdekten leefden de Baijungu Aborigines reeds in de streek.
In 1884 landde de schoener Maud op de westkust van West-Australië, 3 kilometer ten noorden van het latere Coral Bay. De plaats werd Maud's landing genoemd. Er werd een 450 meter lange aanlegsteiger gebouwd. In 1896 werden kavels aan Maud's Landing opgemeten en in 1915 werd de plaats officieel gesticht als Maud's Landing. De aanlegsteiger werd tot in de jaren 1940 gebruikt voor het laden en lossen van wol, schapen en runderen en heeft ook gediend voor de deportatie van Aborigines naar de Moore River Native Settlement. Daarna bloedde het plaatsje dood. Er resten nog slechts overblijfselen van de aanlegsteiger en fundamenten van een wolopslagplaats.
De plaats waar Coral Bay zou ontstaan stond eerst bekend als Bill’s Bay. Pastoralist Charlie French bouwde er een eenvoudig vakantiekamp voor zijn vrouw Ruby May 'Billie' French. In de jaren 1950-60 ontdekten avontuurlijke reizigers de plaats. In 1968 werd begonnen met de bouw van een hotel, camping en een tankstation. Het hotel werd het Coral Bay Hotel genoemd naar het koraalrif in de baai. De plaats werd naar het hotel genoemd.
Op 22 maart 1999 deed de tropische cycloon Vance het gebied aan en passeerde 80 kilometer ten oosten van Coral Bay. De cycloon bracht schade toe aan de infrastructuur, zorgde voor enorme kusterosie, onderbrak de energie- en waterbevoorrading en sneed de toegangswegen af.

## Toerisme
Coral Bay heeft een jeugdherberg, enkele caravanparken en een resort. Wildkamperen is niet toegelaten rondom Coral Bay en er zijn geen kampeerplaatsen voorzien. Men kan in Coral Bay zwemmen, snorkelen, kajakken, (leren) duiken en vissen.
Er worden tal van tours aangeboden door commerciële bedrijven: vliegen over de baai, vissen of duiken vanop een boot en met quads over de duinen naar afgelegen baaien rijden om er te snorkelen.

## Ecologie
Coral Bay ligt aan het Ningaloo Marine Park. Het park dient ter bescherming van het 300 kilometer lange in de werelderfgoedlijst opgenomen Ningaloo-rif. Er leven een 500-tal tropische vissen en meer dan 200 koraalsoorten. In maart en april kan men een week na volle maan drie dagen lang het paaien van de koralen waarnemen. Van april tot juli zwemmen migrerende walvishaaien door het park. Vanaf juni kan men noordwaarts migrerende bultruggen waarnemen. Tot november kan men ze met hun kalven zien terugkeren.
De tuimelaar wordt in de diepere wateren waargenomen, de langbektuimelaar en de Sousa sahulensis (En:Australian humpback dolphin) in de kustwateren. Na van september tot december in de ondiepe wateren langs de Ningaloo-kust gepaard te hebben, nestelen drie van de zeven zeeschildpaddensoorten zich van november tot maart op de stranden van de Ningaloo-kust: de bedreigde soepschildpad, de kwetsbare onechte karetschildpad en de kritieke karetschildpad.
Enkele andere vissen die in de Ningaloo-wateren leven zijn de zwarte anemoonvis, Acanthurus triostegus, Oxymonacanthus longirostris, Pomacanthus semicirculatus, Neotrygon kuhlii, Ostracion cubicus en het blauwgroen juffertje.
De Petrogale lateralis, Macropus robustus erubescens, rode reuzenkangoeroe, mierenegel, reuzenvaraan, dingo, emoe, Australische trap, zwartkeelorgelvogel, visarend, zebravink, oostelijke rifreiger, Australische torenvalk, gevlekte prieelvogel, witvleugelelfje en de regenboogbijeneter leven langs de Ningaloo-kust.
Migrerende watervogels die men kan waarnemen lang de Ningaloo-kust zijn onder meer de roodkopplevier, Australische bonte scholekster, Mongoolse plevier, steenloper, Siberische grijze ruiter, Australische elfenstern, reuzenstern, grote kuifstern en de Bengaalse stern.

## Transport
Coral Bay is bereikbaar met de wagen via de North West Coastal Highway en Coral Bay Road. Integrity Coach Lines verzorgt driemaal daags busdiensten tussen Perth en Broome. De bussen hebben een stop aan de jeugdherberg in Coral Bay.
Coral Bay Airport (ICAO: YCOY) wordt gebruikt voor medische noodgevallen, door de brandweer of voor rondvluchten (En:scenic flights). Toeristen vliegen naar Learmoth Airport in Exmouth en huren er een auto of maken gebruik van de busdienst van Coral Bay Airport Transfers.
Coral Bay heeft een trailerhelling voor boten.

## Klimaat
Coral Bay kent een warm woestijnklimaat, BWh volgens de Klimaatclassificatie van Köppen. De gemiddelde temperatuur bedraagt er 24,1 °C. De gemiddelde jaarlijkse neerslag varieert rond 235 mm.
De veranderingen van het klimaat die werden waargenomen en voorspeld (van begin 20e tot eind 21e eeuw) - een temperatuurstijging van 1,5 °C, een zeespiegel die 0,82 meter stijgt en een met 10 tot 20% verminderde jaarlijkse neerslag - kunnen de soortenrijkdom die endemisch is rondom de Ningaloo-rif in gevaar brengen.
Tropische orkanen komen frequent voor in de streek.

## Galerij

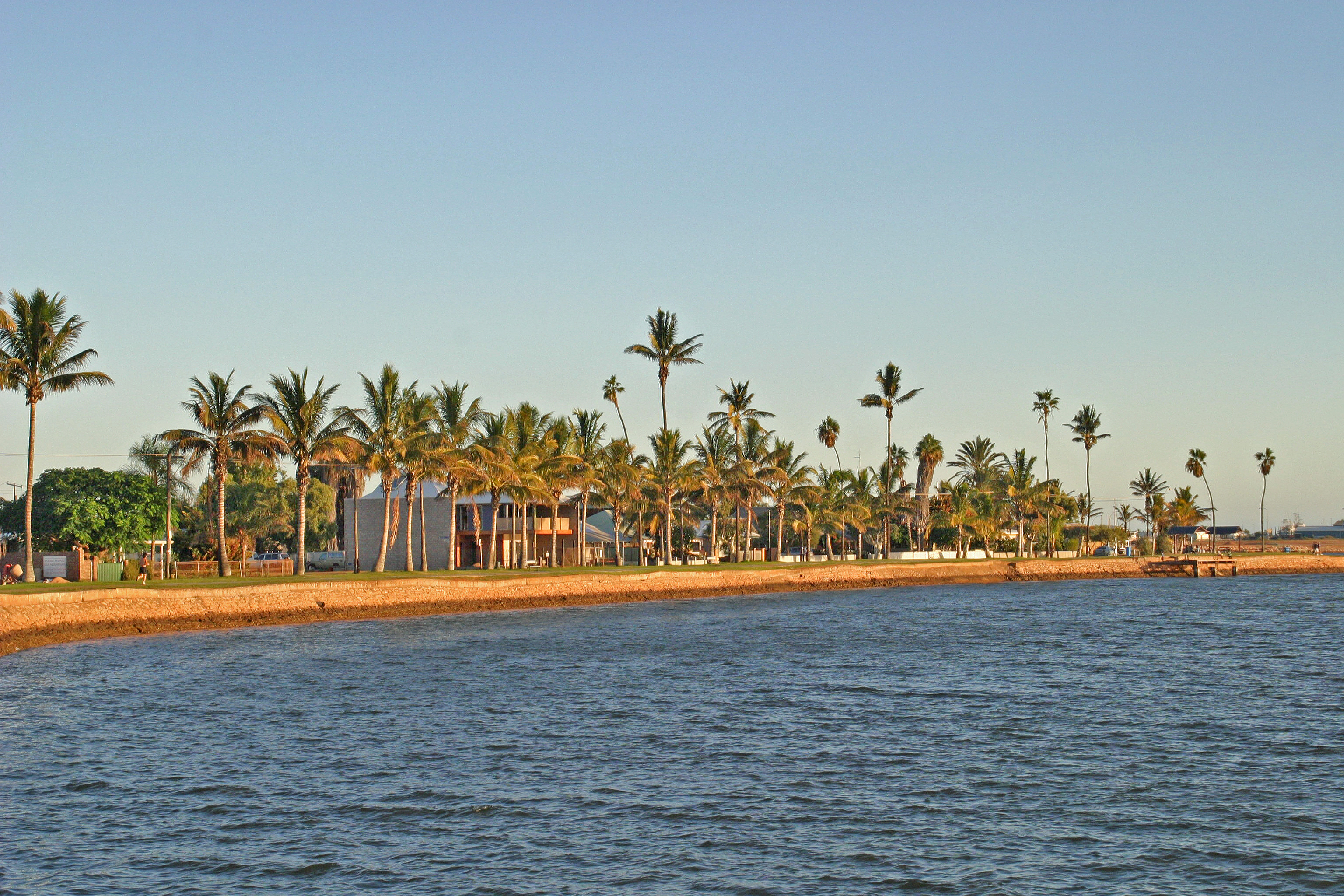
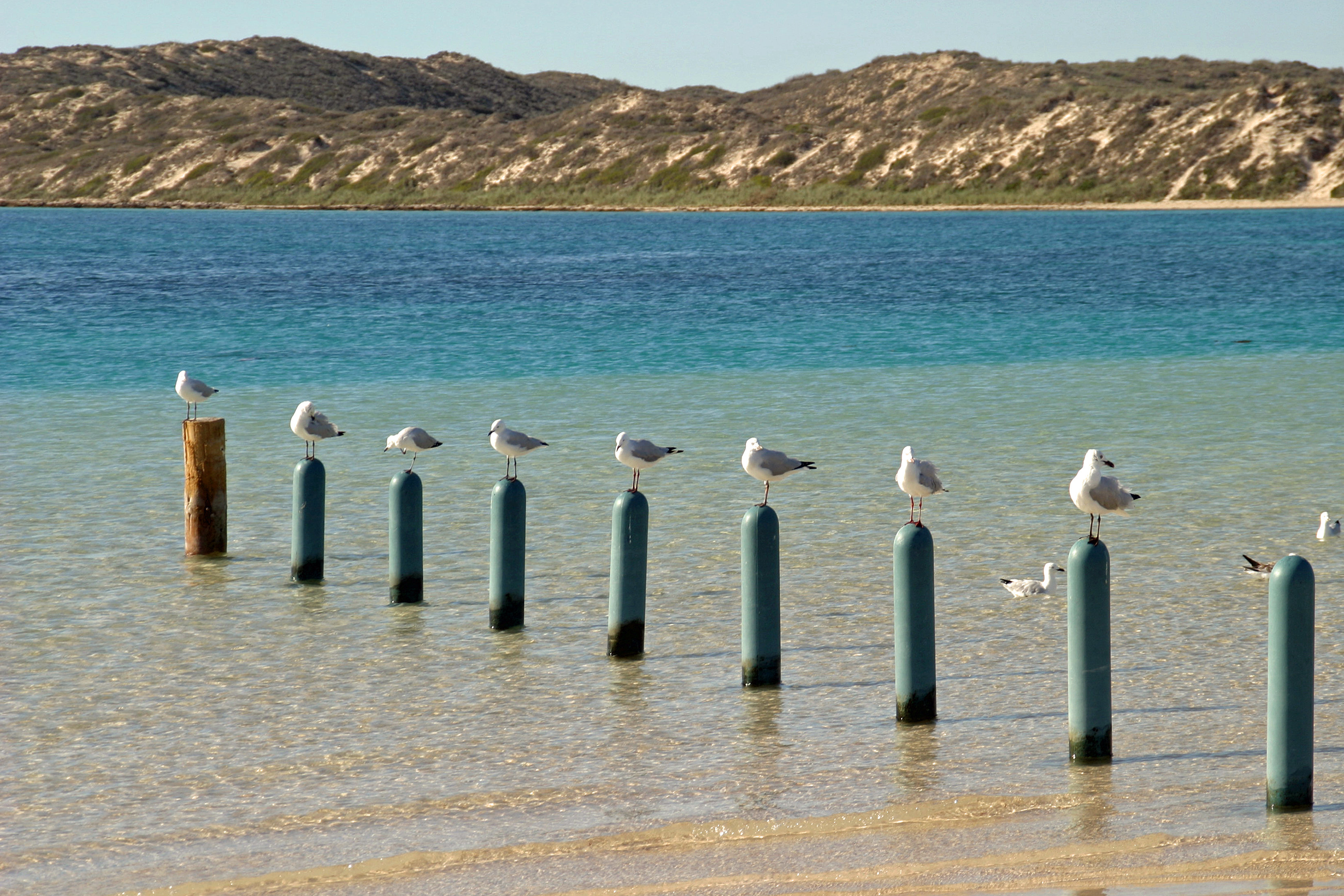
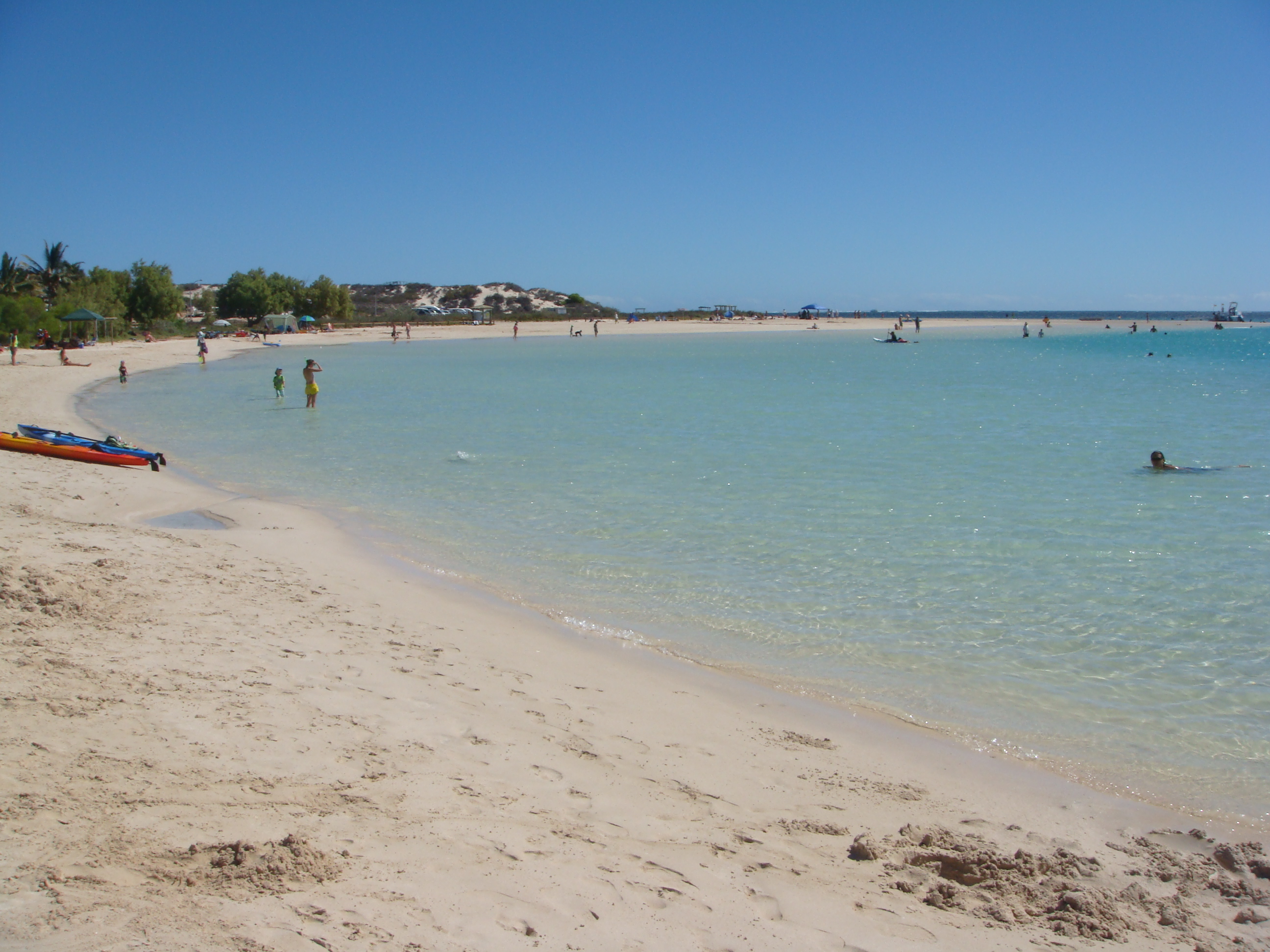
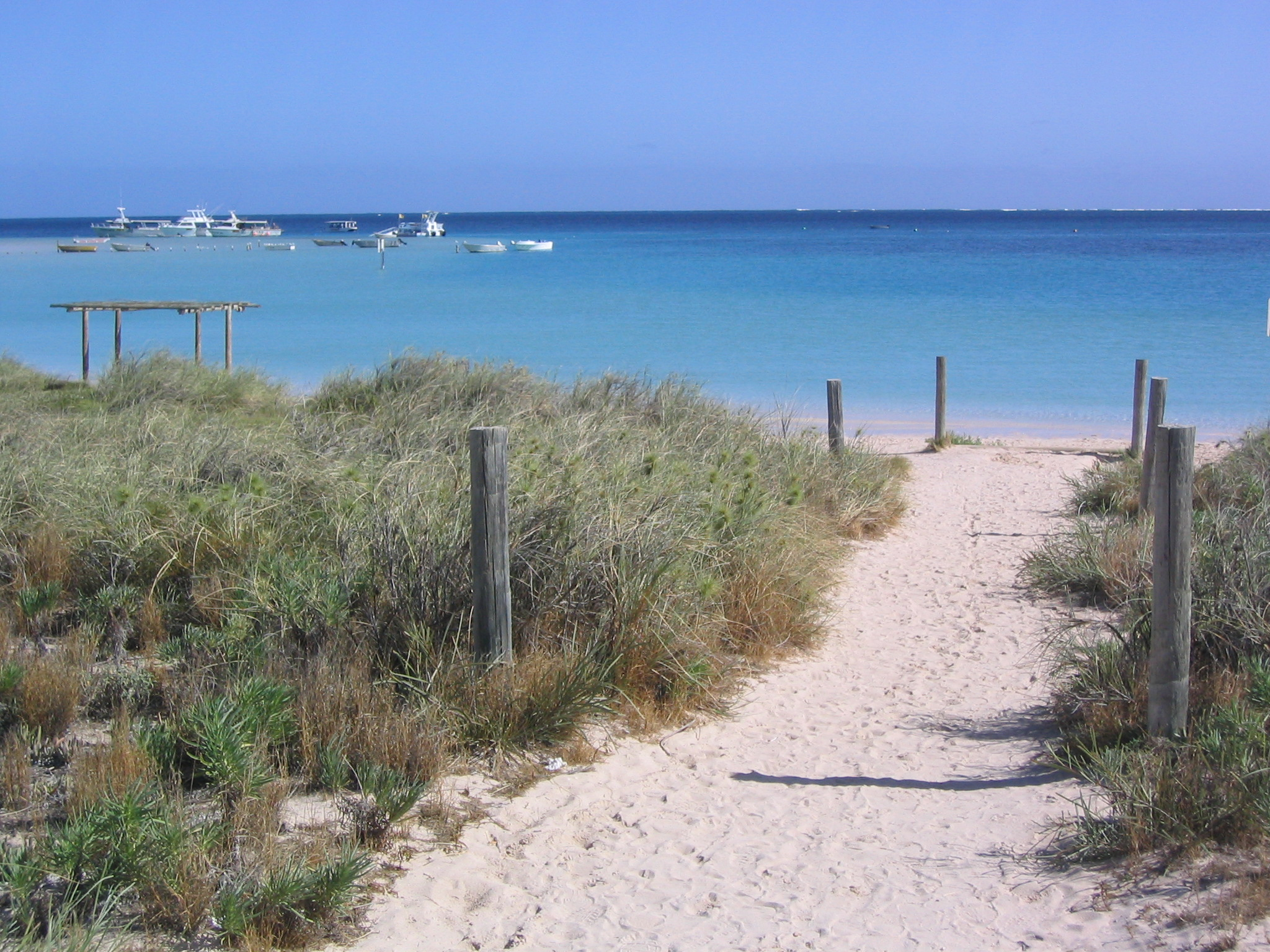
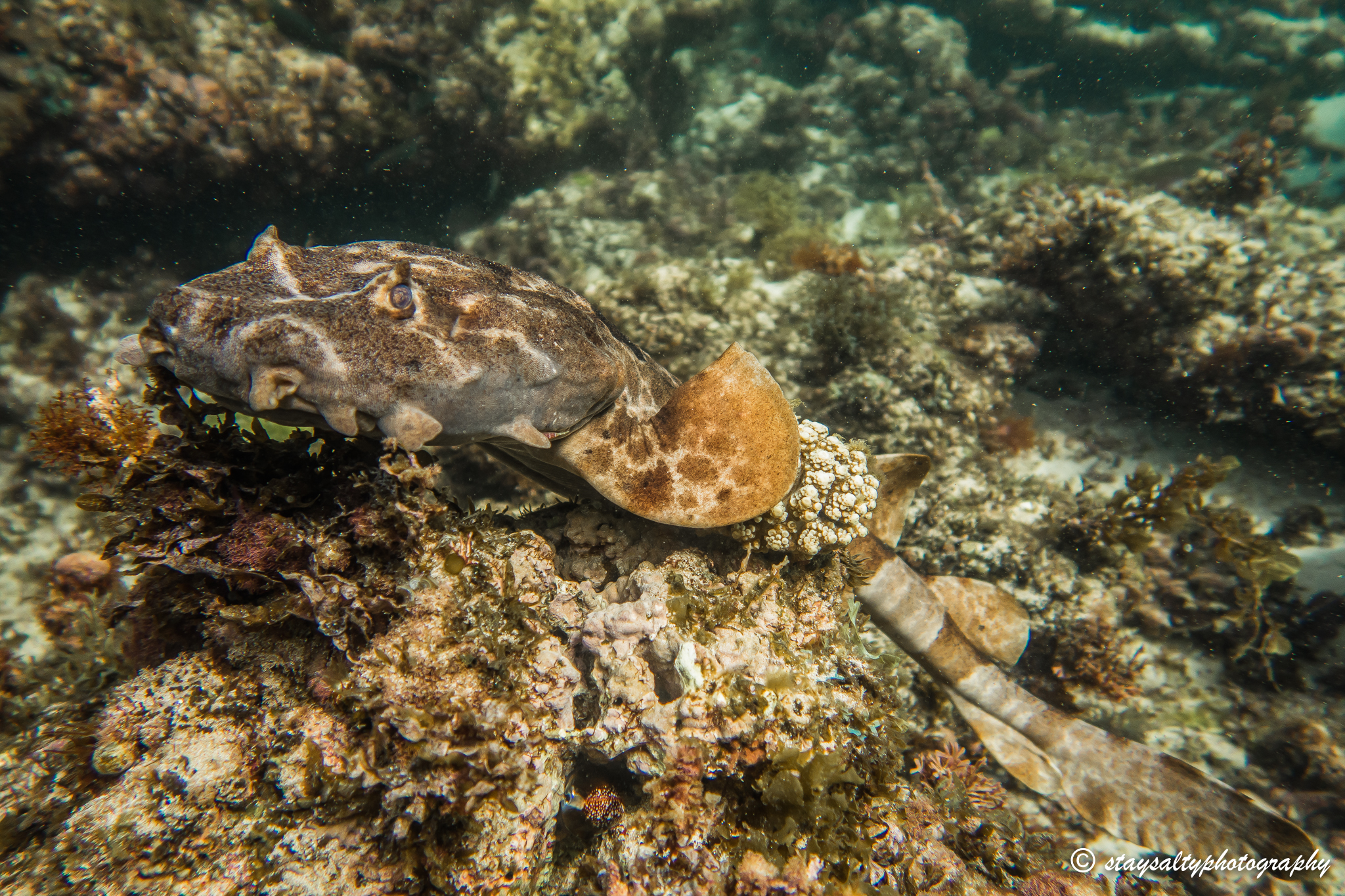
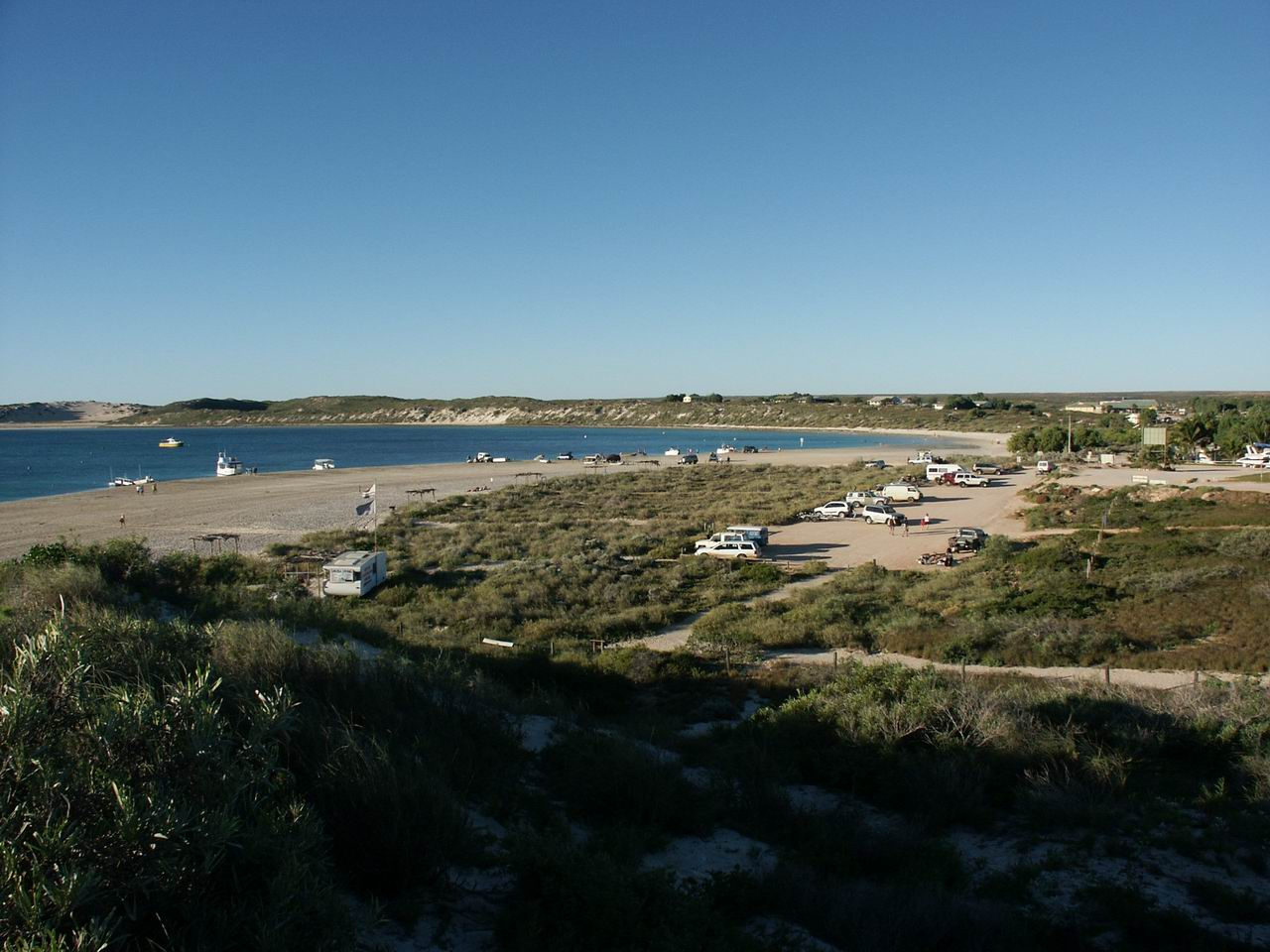